# Svjetsko prvenstvo u rukometu za žene – Italija 2001.
Svjetsko prvenstvo u rukometu za žene 2001. održano je u Italiji od 4. do 16. prosinca 2001. godine.

## Konačni poredak
- Zlato: Rusija
- Srebro: Norveška
- Bronca : Srbija i Crna Gora

## Vanjske poveznice
- www.ihf.info - SP 2001